# München-Berg am Laim
München-Berg am Laim (niem: Bahnhof München-Berg am Laim) – stacja kolejowa w Monachium, w dzielnicy Berg am Laim, w kraju związkowym Bawaria, w Niemczech. Przystanek jest obsługiwany codziennie przez około 300 pociągów S-Bahn w Monachium. Leży na linii kolejowej Monachium – Mühldorf i Monachium – Rosenheim. 
Według klasyfikacji DB Station&Service ma kategorię 5.

## Linie kolejowe
- Monachium – Mühldorf